# Кранбери (Њу Џерзи)
Кранбери (енгл. Cranbury) насељено је место без административног статуса у америчкој савезној држави Њу Џерзи.

## Демографија
По попису из 2010. године број становника је 2.181, што је 173 (8,6%) становника више него 2000. године.
| Група             | 2000.         | 2010.         |
| Белци             | 1.752 (87,3%) | 1.762 (80,8%) |
| Афроамериканци    | 38 (1,9%)     | 89 (4,1%)     |
| Азијати           | 163 (8,1%)    | 245 (11,2%)   |
| Хиспаноамериканци | 30 (1,5%)     | 49 (2,2%)     |
| Укупно            | 2.008         | 2.181         |